# تبریز حسن‌اف
تبریز حسن‌اف (ترکی آذربایجانی: Təbriz Həsənov؛ زادهٔ ۱۵ ژوئن ۱۹۶۷) بازیکن فوتبال اهل جمهوری آذربایجان است.
از باشگاه‌هایی که در آن بازی کرده‌است می‌توان به باشگاه فوتبال گویازان قزاق، باشگاه فوتبال قره‌باغ، باشگاه فوتبال نفتچی باکو، و باشگاه فوتبال آان‌اس پیوانی باکو اشاره کرد.